# ジョージ・パル
ジョージ・パル（George Pal, ハンガリー名は Györgi Pál Marczincsák。1908年2月8日 - 1980年5月2日）は、ハンガリー生まれのアニメーターで映画プロデューサー。のちにアメリカ合衆国に移住。特にSF映画の分野で大きな業績を残した。

## 経歴
1908年にハンガリーのツェグレードで生まれた。父はジョージ・パルSr、母はマリア。1928年にブダペスト芸術アカデミーを卒業、その後1928年から1931年までブダペストのフンニア・フィルム・スタジオ で映画製作に従事。
1931年に Zsoka Grandjean と結婚。1931年から1933年にかけて、ベルリンに活動拠点を移し、そこでトリックフィルムスタジオ（Trickfilm-Studio Gmbh Pal und Wittke）を設立、UFAスタジオを主要な取引先とする。この間、のちにアメリカではパペトゥーンと呼ばれることになるパルドール (Pal-Doll) を開発し特許を取得する。
1933年にはプラハを活動拠点とした。1934年にはパリのホテルで広告映画を製作し、それに目をつけたフィリップス社から短編広告映画の発注を受けた。オランダ南部のアイントホーフェンで撮影されたこの作品の中でパルドールが使われた。
その後1939年までに、英国のホーリックス・モルテッドミルク社のために5本の作品を製作。ナチスを嫌ったことから1940年にはヨーロッパを離れて、アメリカに移住し、パラマウント映画のために働き始める。友人だった漫画家でアニメータのウォルター・ランツ（Walter Lantz）が、ジョージ・パルのアメリカ合衆国国籍取得を助けたという。
1940年代には、アニメーターとしてパペトゥーンを使ったシリーズを制作。1944年には、パペトゥーンの考案と開発に対して、アカデミー賞特別賞を贈られている。1950年に、アニメーションからスイッチして、実写によるコメディ作品『偉大なルパート』の製作を始める。
歴史的なSF映画群の製作者として映画史に名を残しているが、それらの作品は1950年代から1960年代にかけて製作された。うち4本は、監督バイロン・ハスキンとの共同作業であった。パペトゥーン使いのアニメータという経歴は、この時期の彼の製作作品に強い影響を与えている。
1980年、カリフォルニアのビヴァリーヒルズで心臓発作のために死去、ホリークロス墓地に埋葬された。死去時、『ベルグの航海 (Voyage of the Berg )』という作品に取り組んでいたが未完成に終わった。
「ハリウッド・ウォーク・オブ・フェーム（ヴァイン通り1722）」に名が刻まれている。また、映画芸術科学アカデミーは、彼の功績を記憶にとどめるために「ジョージ・パル講座〜映画の中のファンタジー」を設立した。

## 作品

### 実写映画

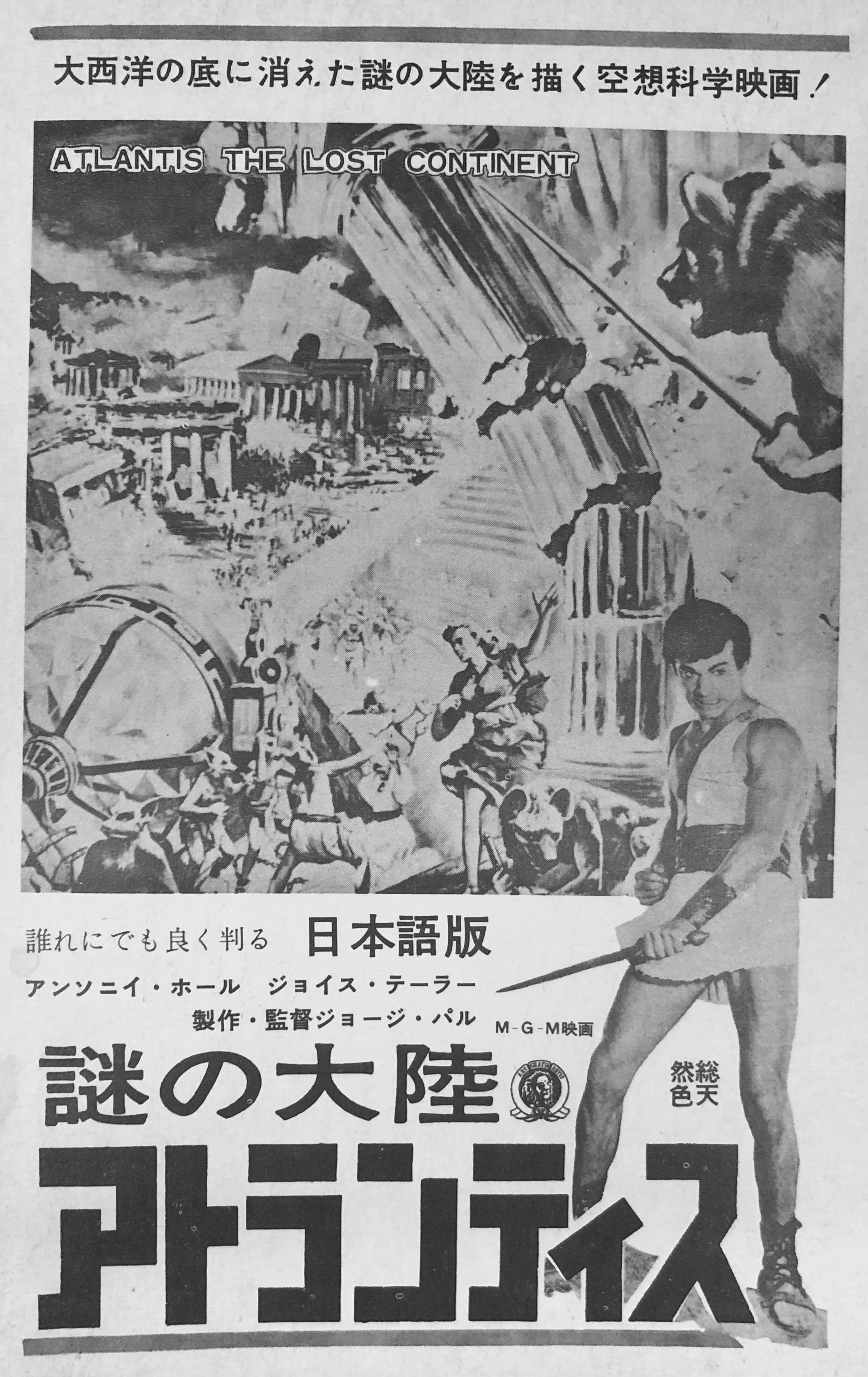
『謎の大陸アトランティス』（1961年）

- 偉大なルパート  The Great Rupert （1950年） 製作
- 月世界征服 Destination Moon （1950年） 製作
- 地球最後の日 When Worlds Collide （1951年） 製作
- 宇宙戦争 The War of the Worlds （1953年） 製作 ※バイロン・ハスキン監督作品
- 魔術の恋 Houdini （1953年） 製作
- 黒い絨毯 The Naked Jungle （1954年） 製作 ※バイロン・ハスキン監督作品
- 宇宙征服 Conquest of Space （1955年） 製作 ※バイロン・ハスキン監督作品
- 親指トム Tom Thumb （1958年） 製作・監督
- タイム・マシン 80万年後の世界へ The Time Machine （1960年） 製作・監督・「モーロック」のデザイン
- 謎の大陸アトランティス Atlantis, the Lost Continent （1961年） 製作・監督
- 不思議な世界の物語 The Wonderful World of the Brothers Grimm （1962年） 製作・監督
- ラオ博士の7つの顔 7 Faces of Dr. Lao （1964年） 製作・監督
- ザ・パワー The Power （1968年） 製作 ※バイロン・ハスキン監督作品
- ドクサベージの大冒険 Doc Savage: The Man of Bronze （1975年） 製作 ※マイケル・アンダーソン監督

### その他
未発表作品、未完成作品、計画のみに終わった作品。
- 地球最後の日〜その後 After Worlds Collide （1955年）
- ローガンズ・ラン Logan's Run （1968年）
- 眠る者が起きるとき When the Sleeper Wakes （1972年）
- 宇宙戦争 War of the Worlds （1974年 - 1975年） テレビ用パイロットフィルム
- ドクサベージの大冒険2 Doc Savage: The Arch Enemy of Evil （1976年）
- 時間旅行者 The Time Traveller （1977年 - 1978年） ※『タイムマシン』の続編として企画
- オズの魔法使い The Wonderful Wizard of Oz （1979年）
- 消失 The Disappearance （1980年）
- ベルグの航海 Voyage of the Berg （1980年）